# Леви, Марк
Марк Леви́ (фр. Marc Levy; род. 16 октября 1961 года) — французский писатель-романист; архитектор и дизайнер по профессии. Его дебютный роман «Между небом и землёй» (фр. Et si c'était vrai) стал бестселлером и в 2005 году был экранизирован.

## Биография
Марк Леви родился в 1961 году в Булони, в еврейской семье. В годы Второй мировой войны его бабушка и дедушка погибли в Освенциме, а отец будущего писателя, Реймон Леви (1923—2014), был участником движения Сопротивления во Франции (в составе сформированной Марселем Лангером (Marcel Langer) в Тулузе 35-й интернациональной коммунистической бригады). Впоследствии опубликованные воспоминания отца и дяди, биолога Клода Леви (фр. Claude Lévy, род. 1925), лягут в основу романа Марка Леви «Дети свободы».
В 1979 году Марк вступил в организацию Красного Креста, где через три года был назначен региональным директором Западного отдела чрезвычайной помощи Парижа. В 1982 году Леви поступил в Парижский университет Дофина, и через год, будучи уже студентом второго курса, основал свою первую компанию — «Logitec France». В 1984 году Марк уехал в США, где стал одним из основателей двух компаний (в Калифорнии и в Колорадо), специализирующихся в области компьютерной графики. С 1988 по 1990 годы Марк создал и руководил студией по обработке компьютерных изображений в университете Ниццы — Софии Антиполис, где работали инженеры американской компании «Spectrum HoloByte».
Вернувшись во Францию в 1991 году, Леви стал одним из основателей компании «Eurythmic-Cloiselec», занимающейся строительством и дизайном интерьеров, причём его архитектурное бюро было одним из самых известных и уважаемых в своей стране.
В 1998 году Марк Леви написал свою первую книгу «Et si c'était vrai» («Что если это было правдой», в русском издании «Между небом и землёй»), которая уже в следующем году была опубликована издательством «Robert Laffont». 4 ноября 1999 года Марку позвонил Стивен Спилберг и предложил купить права на экранизацию. После продажи права на экранизацию романа Марк Леви оставил бизнес, чтобы заняться писательской работой. В 2012 году Леви посещал Россию, визит был приурочен к презентации в Москве его нового романа «Странное путешествие мистера Долдри», писатель выступал на VII Московском открытом книжном фестивале, проходившем в Центральном доме художника.
Ходят слухи, что у него был длительный роман с певицей Милен Фармер (она занималась разработкой дизайна обложки его второго романа). На октябрь 2012 года Леви проживал в Нью-Йорке с женой Полин, с которой у них двое сыновей: Луи (23 года) и Жорж (2 года).

### Премии и награды
Хотя романы Марка Леви пользуются популярностью (переведены и изданы на 40 языках, а общий тираж его книг в мире уже в 2008 году превысил 15 миллионов), он не имеет никаких литературных премий (за исключением премии Гойи (фр. Prix Goya du premier roman) в номинации дебютный роман за «А если это правда?» в 2000 году). Сам Леви к такому положению вещей относится следующим образом:

Премии — это нечто несуществующее, это что-то из старой жизни, давно ушедшего режима, во Франции, во всяком случае, премия интересна только тем, кто её организовал, и тому, кому её вручили… У нас не меньше сотни литературных премий, но это отмирающий институт, ни о чём не говорящий.

## Экранизации
- В 2005 году кинокомпанией DreamWorks, по мотивам романа «Et si c'était vrai…» (англ. If Only It Were True) был снят фильм «Между небом и землёй» (англ. Just Like Heaven).
- В 2006 году в Болливуде, по мотивам романа «Et si c'était vrai…» (англ. If Only It Were True) был снят фильм «Я вижу тебя» (англ. I See You).
- 2007 год — по мотивам романа «Où es-tu?» (англ. Will You Be There?) снят телевизионный сериал, (всего 4 серии, по 52 минуты каждая). Специально для этого Марк на три недели летал в Доминиканскую республику. Сериал был показан по M6.
- 2008 год — экранизирован роман «Mes amis, mes amours» (англ. London Mon Amour). Что примечательно, режиссёром ленты выступила младшая сестра Марка Лоррейн (Lorraine Levy, род. 1964). В ролях — Виржини Ледуайен и Венсан Линдон. В российском прокате — «Каждый хочет любить».